# Björksta socken
Björksta socken i Västmanland ingick i Yttertjurbo härad, uppgick 1967 i Västerås stad och området ingår sedan 1971 i Västerås kommun och motsvarar från 2016 Björksta distrikt.
Socknens areal är 59,17 kvadratkilometer, varav 58,63 land. År 2000 fanns här 904 invånare. Orterna Kärsta och Orresta, Målhammars herrgård samt kyrkbyn Björksta med sockenkyrkan Björksta kyrka ligger i socknen. 

## Administrativ historik
Björksta socken har medeltida ursprung. 
Vid kommunreformen 1862 övergick socknens ansvar för de kyrkliga frågorna till Björksta församling och för de borgerliga frågorna till Björksta landskommun. Landskommunens inkorporerades 1952 i Kungsåra landskommun som 1967 uppgick i Västerås stad som 1971 ombildades till Västerås kommun. Församlingen uppgick 2006 i Kungsåra församling.
1 januari 2016 inrättades distriktet Björksta, med samma omfattning som församlingen hade 1999/2000. 
Socknen har tillhört fögderier, tingslag och domsagor enligt vad som beskrivs i artikeln Yttertjurbo härad. De indelta soldaterna tillhörde Västmanlands regemente, Livkompaniet och Livregementets grenadjärkår, Östra Västmanlands kompani.

## Geografi
Björksta socken ligger väster om Sagåns nedre lopp och norr om Ängsösund. Socknen består av öppen slättbygd och kuperad skogsbygd.

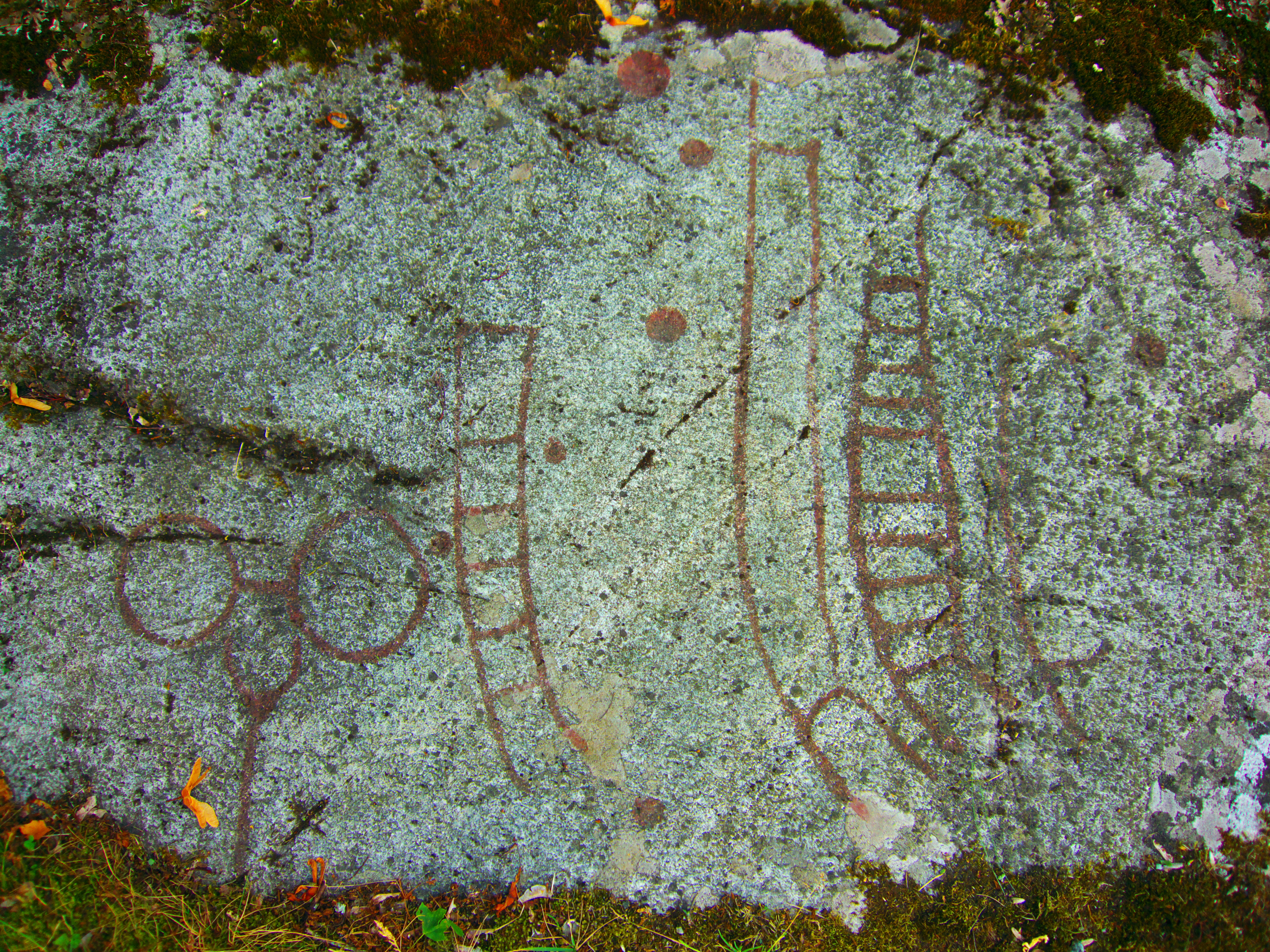
Hällristningar vid Björksta kyrka

## Fornlämningar
Från bronsåldern finns spridda gravar och skärvstenshögar. Från samma tid kommer tio hällristningar och en mängd skålgropar. Från järnåldern finns många små gravfält. Strax norr om E18s bro över Sagån ligger storhögen Östens hög. Vid Fycklinge har man hittat en stor bronsvas från äldre romersk tid. Vasen har en latinsk inskription som identifierar den som Apollo Grannus-vasen.
I socknen ligger fornborgen Näsborgen i Näs.
| ”              | På Näs-borg här i socknen (af dess ruiner ses, att den varit väl befäst) lär enligt en gamma sägen en konung Torborg (måhända uppsalakonungen Eriks dotter) haft sitt säte och vid striden med västgötakonungen Götriks son Ralf flytt härifrån och till Ulleråker i Simtuna socken, hvarst hon sedan utstod en svår belägring | „ |
| – O. Grau 1754 | |   |

## Namnet
Namnet (1322 Birkistum) kommer från prästgården och innehåller birke, 'björkbestånd' och sta, 'ställe'.

## Befolkningsutveckling
| Befolkningsutvecklingen i Björksta socken 1810–1990                                                     | Befolkningsutvecklingen i Björksta socken 1810–1990 | Befolkningsutvecklingen i Björksta socken 1810–1990 | Befolkningsutvecklingen i Björksta socken 1810–1990 | Befolkningsutvecklingen i Björksta socken 1810–1990 |
| --- | --------------------------------------------------- | --------------------------------------------------- | --------------------------------------------------- | --------------------------------------------------- |
| |                                                     |                                                     |                                                     |                                                     |
| År |                                                     |                                                     | Folkmängd                                           |                                                     |
| 1810 | 1810                                                |                                                     | 1 140                                               |                                                     |
| 1820 | 1820                                                |                                                     | 1 252                                               |                                                     |
| 1830 | 1830                                                |                                                     | 1 265                                               |                                                     |
| 1840 | 1840                                                |                                                     | 1 259                                               |                                                     |
| 1850 | 1850                                                |                                                     | 1 264                                               |                                                     |
| 1860 | 1860                                                |                                                     | 1 247                                               |                                                     |
| 1870 | 1870                                                |                                                     | 1 289                                               |                                                     |
| 1880 | 1880                                                |                                                     | 1 352                                               |                                                     |
| 1890 | 1890                                                |                                                     | 1 287                                               |                                                     |
| 1900 | 1900                                                |                                                     | 1 229                                               |                                                     |
| 1910 | 1910                                                |                                                     | 1 127                                               |                                                     |
| 1920 | 1920                                                |                                                     | 1 161                                               |                                                     |
| 1930 | 1930                                                |                                                     | 1 080                                               |                                                     |
| 1940 | 1940                                                |                                                     | 939                                                 |                                                     |
| 1950 | 1950                                                |                                                     | 902                                                 |                                                     |
| 1960 | 1960                                                |                                                     | 840                                                 |                                                     |
| 1970 | 1970                                                |                                                     | 709                                                 |                                                     |
| 1980 | 1980                                                |                                                     | 702                                                 |                                                     |
| 1990 | 1990                                                |                                                     | 721                                                 |                                                     |
| Anm: Källor: Umeå universitet - Tabellverket 1749-1859, Demografiska databasen, CEDAR, Umeå universitet |                                                     |                                                     |                                                     |                                                     |